# Беларус (семейство тракторов)
«Белару́с» (англ. Belarus, до 1993 года — «Белару́сь») — название семейства колёсных тракторов, производимых на Минском тракторном заводе с 1950 года, а также производившихся на Южном машиностроительном заводе.
Наиболее известная и распространённая модель — МТЗ-50 и МТЗ-80 (МТЗ-82)-(МТЗ 82.1)-(МТЗ-80.1)
Тракторы «Беларусь» хорошо известны на всей территории бывшего Советского Союза и социалистического лагеря, также поставлялись в ГДР.

## Исторические модели
В 1953 году был начат выпуск тракторов «Беларусь» типов МТЗ-1 и МТЗ-2. Трактор МТЗ-2 комплектовался первоначально дизельным двигателем Д-36 мощностью 37 л. с.
В 1957 году трактор был модернизирован (получил десятискоростную коробку передач и раздельно-агрегатную гидравлическую навесную систему, а также дизельный двигатель Д-40К мощностью 40 л. с.) и получил серию МТЗ-5. Затем последовали модернизации МТЗ-5М и МТЗ-5Л отличавшиеся системой электрооборудования и запуска двигателя. Тракторы типа МТЗ-5МС и МТЗ-5ЛС для работы на тяжёлых почвах могли оборудоваться полугусеничным ходом.
В 1958 году был начат выпуск тракторов типа МТЗ-7, которые имели четыре ведущих колеса.
В 1962 году был начат выпуск тракторов типа МТЗ-50 с двигателем Д-50 и МТЗ-52 (полноприводная модификация). Эти тракторы находились в массовом производстве до 1985 года. Имелась модификация МТЗ-60 с двигателем СМД-12, предназначенная в основном для экспорта.
В 1974 году началось массовое производство трактора МТЗ-80 и его полноприводной модификации МТЗ-82 с двигателем мощностью 75-80 л.с, изначально максимально унифицированного с МТЗ-50. Впоследствии конструкция МТЗ-80 совершенствовалась и степень унификации снижалась.
В 1984 году началось серийное производство трактора МТЗ-100 и его полноприводной модификации МТЗ-102 с двигателем Д-245 мощностью 100—110 л.с, унифицированного с МТЗ-80.

## Модели, находящиеся в производстве
- Мотоблок и минитракторы
  - BELARUS-09Н[4]
  - BELARUS-084Малогабаритный Беларус МТЗ 320.4 с фронтальным погрузчиком и щёткой
- Базовая модель «Беларус-320» —

малогабаритные тракторы
- Базовая модель «BELARUS-422» — малогабаритные тракторы
- Базовая модель «BELARUS-550» — глубокая модернизация трактора МТЗ-50
- Базовая модель «BELARUS-80.1» — глубокая модернизация трактора МТЗ-80
- Базовая модель «BELARUS-622»
- Базовая модель «BELARUS-923»
  - BELARUS-921
- Базовая модель «BELARUS-1025»
- Базовая модель «BELARUS-1220»
- Базовая модель «BELARUS-1221»—средние тракторы
- Базовая модель «BELARUS-1523» — средние тракторы
- Базовая модель «BELARUS-1502» — средние гусеничные тракторы
- Базовая модель «BELARUS-2022» — большие тракторы
- Базовая модель «BELARUS-2103» — большие гусеничные тракторы
- Базовая модель «BELARUS-3022» —энергонасыщенные тракторы
- Базовая модель «BELARUS-3522»[5]

## Тракторы Южного машиностроительного завода
Модели МТЗ-2 и МТЗ-5 кроме Минского тракторного завода выпускались под теми же марками также и на Южном машиностроительном заводе. Параллельно завод начал выпускать тракторы и под своей маркой ЮМЗ, но торговое название «Беларусь» сохранялось вплоть до модели ЮМЗ-6А. Модель ЮМЗ-6К имя «Беларусь» уже не носила.

## Перспективные модели
23 октября 2009 «Минский тракторный завод» представил трактор «Беларус-3023». Разработка была выполнена совместно с российским холдингом «Русэлпром». Трактор «Беларус-3023» комплектуется экономичным дизельным двигателем с электронной системой управления. Электромеханическая трансмиссия способна снизить расход топлива на 15-20 процентов, в сравнении с классической трансмиссией.
В Европе трактор был представлен на международной сельскохозяйственной выставке AGRITECHNICA-2009, прошедшей в Ганновере с 8 по 14 ноября 2009 года. Ещё до представления новый белорусский трактор уже получил серебряную медаль Немецкого сельскохозяйственного общества (DLG). Вместе с «Беларус-3023» наград удостоены компании: John Deere, New Holland, Claas и AGCO.
- Трактор Беларус-3023
- Гусеничный трактор Беларус-3525
- Опытный образец трактора Беларус-5022 мощностью 500 л.с.

## Гонки на тракторах «Беларус»
С 2002 года в Ростове-на Дону проходят ежегодные гонки на тракторах «Бизон-Трек-Шоу». В соревнованиях принимают участие механизаторы сельхозпредприятий России и стран зарубежья на тракторах производства Минского тракторного завода (МТЗ-80, МТЗ-82). В 2012 году прошли 10-е юбилейные гонки.